# أزمة خور بلبول

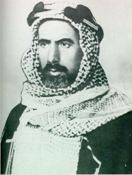
الشيخ سالم المبارك الصباح.

أزمة خور بلبول هو نزاع حدودي نشب بين إمارة الكويت وإمارة نجد عام 1919 وذلك اثر زيارة حاكم الكويت الشيخ سالم المبارك الصباح لخور بلبول جنوب الكويت.

## زيارة حاكم الكويت لخور بلبول
بدأ الخلاف الحدودي بين الكويت ونجد حينما أبحر الشيخ سالم في 13 سبتمبر 1919 جنوبا باتجاه خور بلبول بالقرب من رأس منيفة من أجل بناء مدينة تجارية في ذلك المكان، وكان خور بلبول يتمتع بميناء طبيعي حصين للسفن الشراعية، وقريب من مغاصات للؤلؤ وبه أبار للمياه  وكان الشيخ سالم يخطط أن يبني لنفسه حصناً هناك، ثم يسمح، ويشجع في بناء بلدة حدودية في جنوب الكويت، وبحسب المعاهدة الأنجلو-عثمانية لعام 1913 فإن حدود الكويت تمتد جنوبا إلى رأس منيفة حيث تبدأ حدود لواء الإحساء العثماني.

## ردود الافعال النجدية
حينما بلغ الملك عبد العزيز ذلك خشي أن تنافس بلبول مدينة الجبيل بالتجارة والغوص على اللؤلؤ فكتب إلى الشيخ سالم ينهاه عن البناء إلا أن الشيخ سالم أجاب بالرفض بحجة أن بلبول من حدود الكويت، وجاءت الرسائل المتبادله بينهما على النحو التالي

## التدخل البريطاني
تدخلت بريطانيا في حل النزاع بين البلدين حيث بادر الملك عبد العزيز بأبلاغ الوكيل السياسي البريطاني بالكويت، الرائد جون مور، احتجاجه على تعدي الشيخ سالم على أراضي القطيف التابعة لنجد، وعلى الرغم من اصرار الشيخ سالم على أن بلبول تقع ضمن أراضي الكويت، إلا انه في نهاية المطاف تخلى خطته في تعمير بلبول.